# گاسپار ملکونیان
گاسپار هُوسِپی ملکونیان (ارمنی: Գասպար Հովակիմի Մելքոնյան؛  زادهٔ ۲۷ ژانویهٔ ۱۸۸۱ - درگذشته ۱۴ مارس ۱۹۵۲) جراح، استاد اهل ارمنستان بود.

## زندگی‌نامه
وی در ۸ فوریه [سبک قدیمی: ۲۷ ژانویه] ۱۸۸۱ در آخالتسیخه به دنیا آمد و از دانشگاه اودسا فارغ‌التحصیل گشت. همچنین برندهٔ جوایزی همچون نشان پرچم سرخ کار شده است. وی در ۱۴ مارس ۱۹۵۲ در سن ۷۱ سالگی در ایروان درگذشت.

## یادداشت
1. ↑  բժշկական գիտությունների դոկտոր
2. ↑  Օդեսայի ազգային համալսարան